# Primera División de Chile 1974
Primera División de Chile 1974 var den chilenska högstaligan i fotboll för herrar för säsongen 1974, som slutade med att Huachipato vann för första gången. Dessutom spelades det detta år det första Liguilla Pre-Libertadores-spelet, ett kvalspel som avgjorde vilket lag som skulle gå vidare till Copa Libertadores. Vinnaren av Copa Chile samt lag 2 till 4 i serien spelade en serie där det bästa laget kvalificerade sig till Copa Libertadores 1975. Detta år var det Colo-Colo som vann Copa Chile, som även kom tvåa i tabellen, vilket innebar att tvåan i Copa Chile, Santiago Wanderers, fick spela i Liquilla Pre-Libertadores.
Detta år infördes även nya ned- och uppflyttningsbestämmelser då inte bara det sämsta laget åkte ur serien, utan av det näst sämsta laget.

## Kvalificering för internationella turneringar
- Copa Libertadores 1975
  - Vinnaren av Primera División: Huachipato
  - Vinnaren av Liguilla Pre-Libertadores: Unión Española

## Sluttabell
| Plac. | Lag                  | S  | V  | O  | F  | GM | IM | MSK | Poäng |
| ----- | -------------------- | -- | -- | -- | -- | -- | -- | --- | ----- |
| 1     | Huachipato           | 34 | 24 | 6  | 4  | 63 | 30 | 33  | 54    |
| 2     | Palestino            | 34 | 21 | 10 | 3  | 74 | 41 | 33  | 52    |
| 3     | Colo-Colo            | 34 | 21 | 9  | 4  | 78 | 43 | 35  | 51    |
| 4     | Unión Española       | 34 | 18 | 10 | 6  | 68 | 42 | 26  | 46    |
| 5     | Magallanes           | 34 | 16 | 7  | 11 | 61 | 47 | 14  | 39    |
| 6     | Deportes Concepción  | 34 | 13 | 10 | 11 | 47 | 45 | 2   | 36    |
| 7     | Green Cross-Temuco   | 34 | 9  | 16 | 9  | 36 | 40 | -4  | 34    |
| 8     | Naval                | 34 | 11 | 11 | 12 | 43 | 43 | 0   | 33    |
| 9     | O'Higgins            | 34 | 11 | 10 | 13 | 44 | 45 | -1  | 32    |
| 10    | Deportes Aviación    | 34 | 10 | 12 | 12 | 51 | 59 | -8  | 32    |
| 11    | Lota Schwager        | 34 | 8  | 14 | 12 | 49 | 48 | +1  | 30    |
| 12    | Antofagasta          | 34 | 11 | 8  | 15 | 45 | 64 | -11 | 30    |
| 13    | Universidad de Chile | 34 | 11 | 6  | 17 | 63 | 63 | 0   | 28    |
| 14    | Deportes La Serena   | 34 | 8  | 12 | 14 | 55 | 56 | -1  | 28    |
| 15    | Santiago Wanderers   | 34 | 9  | 10 | 15 | 55 | 61 | -6  | 28    |
| 16    | Rangers              | 34 | 9  | 7  | 18 | 45 | 72 | -27 | 25    |
| 17    | Unión La Calera      | 34 | 5  | 9  | 20 | 43 | 87 | -44 | 19    |
| 18    | Unión San Felipe     | 34 | 4  | 7  | 23 | 42 | 76 | -34 | 15    |

PJ=Partidos jugados; PG=Partidos ganados; PE=Partidos empatados; PP=Partidos perdidos; GF=Goles a favor; GC=Goles en contra; Dif=Diferencia de gol; Pts=Puntos
|  | Mästare. Kvalificerade till Copa Libertadores 1975. |
|  | Kvalificerade till Liguilla Pre-Libertadores.       |
|  | Nedflyttade till Segunda División.                  |

| Primera División Vinnare av Primera División 1974 |
| ------------------------------------------------- |
| Chile                                             |
| Huachipato 1:a titeln                             |

## Liguilla Pre-Libertadores
Palestino, Colo-Colo och Unión Española kvalificerade sig för kvalspelet till Copa Libertadores genom att komma tvåa, trea respektive fyra i serien. Dessutom spelade Santiago Wanderers med i kvalspelet, då de blev tvåa i Copa Chile, efter Colo-Colo. Eftersom Colo-Colo och Unión Española hamnade på samma poäng i toppen så spelades en final för att skilja lagen åt.
| Plac. | Lag                | S | V | O | F | GM | IM | MSK | Poäng |
| ----- | ------------------ | - | - | - | - | -- | -- | --- | ----- |
| 1     | Colo-Colo          | 3 | 2 | 0 | 1 | 9  | 4  | 5   | 4     |
| 2     | Unión Española     | 3 | 1 | 2 | 0 | 5  | 3  | 2   | 4     |
| 3     | Palestino          | 3 | 0 | 2 | 1 | 4  | 6  | -2  | 2     |
| 4     | Santiago Wanderers | 3 | 0 | 2 | 1 | 3  | 8  | -5  | 2     |

### Final
|  | 13 februari 1975 | Unión Española | 2–1 | Colo-Colo | Estadio Nacional, Santiago        |  |
|  |                  |                |     |           | Publik: 48 886 Domare: Mario Lira |  |
|  |                  |                |     |           |                                   |  |
|  |                  |                |     |           |                                   |  |

Unión Española vidare till Copa Libertadores 1975.